# Jean Dumont (homme politique)
Pour les articles homonymes, voir Jean Dumont et Dumont.
Jean Dumont, né le 27 novembre 1930 à Cambrai (Nord) et mort le 18 janvier 2021 à Châtillon-sur-Thouet (Deux-Sèvres), est un homme politique français.

## Biographie
Jean Dumont exerce comme docteur vétérinaire. Au Sénat, il est membre de la commission des affaires sociales.

### Mandat parlementaire
- du 1er octobre 1986 au 1er octobre 1995 : sénateur des Deux-Sèvres.

### Mandats locaux
- 1977 - 1989 : maire de Thouars (élu divers droite)
- 1978 - 1996 : Président du SIVOM (Syndicat intercommunal de voirie et d'ordures ménagères) ; structure devenue depuis le Pays thouarsais.